# Kleiner Turmbau zu Babel
Der Kleine Turmbau zu Babel ist ein Gemälde Pieter Bruegels des Älteren von um 1563 im Museum Boijmans Van Beuningen in Rotterdam. Thema ist der im Ersten Buch Mose und in Historien des Herodots geschilderte Turmbau zu Babel. Es ist eine Ölmalerei auf Holz mit den Maßen 60 × 74,5 cm. Eine zweite auf 1563 datierte Version ist der Große Turmbau zu Babel im Kunsthistorischen Museum Wien. Die neuere Forschung ordnet das Bild stilistisch zwischen 1564 und 1567 ein, in die Zeit nach Bruegels Heirat und seinem Weggang von Antwerpen nach Brüssel im Jahr 1563.

## Das Gemälde

### Aufbau und Inhalt
Der Betrachter blickt von einer Anhöhe auf eine riesige Turmbaustelle in einer Polderlandschaft. Die Baustelle besitzt einen eigenen Hafen an einer Flussmündung oder Meeresbucht mit vorgelagerter Insel und überragt bereits tief liegende Wolken, die alles in ein düsteres Dämmerlicht eintauchen. Die Horizontlinie liegt bei der Rotterdamer Tafel deutlich tiefer, etwa in der Mitte des Bildes. Der Turm ist unter einem anderen Blickwinkel anzuschauen und wurde näher an den Bildbetrachter geschoben. Er wirkt verdichtet, schlank und strukturiert im Vergleich zu der Wiener Variante. Zwei farbliche Streifen auf der linken Seite, über die ganze Höhe des Gebäudes, unterstreichen seine Vertikalität. Ulrike Wegener erklärt diese Streifen als eine Staubspur, die die Transportkette der roten Ziegelsteine und des weißen Kalks ergibt. An der Basis des Turmes erhebt sich, gesichert durch ein Torbauwerk, eine Rampe, die sich anschließend spiralförmig höherschraubt. Zahlreiche Bauhütten sind auf ihr errichtet und Baumaschinen wie Tretkräne sind im Einsatz. Diese sind, wie auch die meisten Menschen, winzig und nur bei genauerem Hinsehen zu erkennen. Der Bau ist weiter fortgeschritten als bei seinem Gegenstück Der Große Turmbau in Wien. Wie dieser neigt er sich nach links, da die Bauleute die Vertikalen der Geschosse im rechten Winkel auf die Rampe gesetzt haben. Die Baustelle und die Umgebung wirken wenig besiedelt. Erst bei genauerem Hinschauen fällt ein möglicher Grund dafür auf: bezogen auf die menschlichen Figuren ist dieser Turm etwa 250 % größer, als sein Vorgänger. Auf dem Turm selbst kann man keine alltäglichen, wohnlichen Szenen, wie in der Wiener Version, entdecken. Auch die umliegende Landfläche ist leerer geworden, nur einzelne, verstreute Häuser ersetzen die dicht besiedelte Stadt. Die Bauhütten wurden entweder abgebaut oder sind in die oberen Stockwerke gezogen. Im Hafen liegen aber wesentlich mehr Schiffe. Neben den geordneten Baustellenarbeiten auf dem Turm ist ansonsten nur eine Prozession zu sehen, die mit einem roten Baldachin in der Mitte des Turms markiert wird.

### Galerie

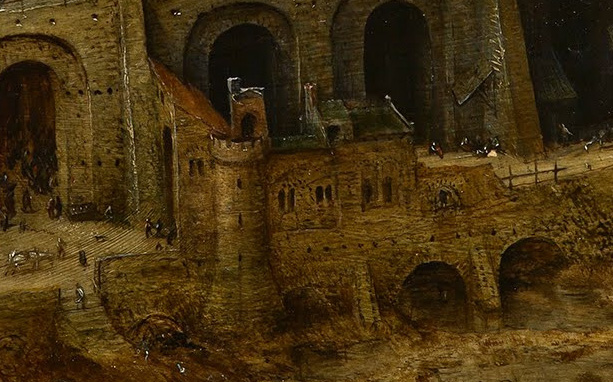
Torbauwerk
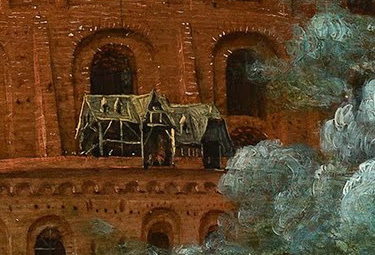
Bauhütte in den Wolken
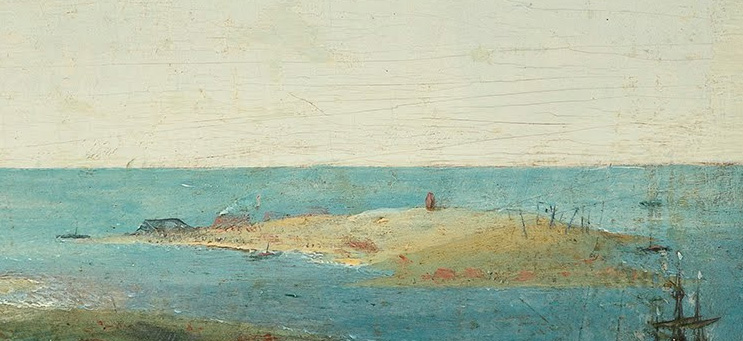
Vorgelagerte Insel

### Deutung

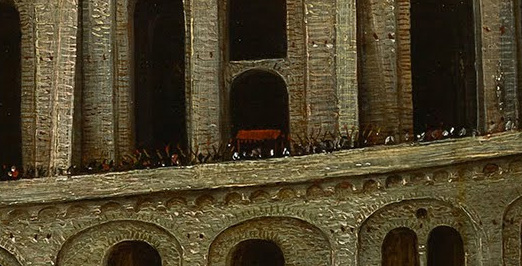
Kirchliche Prozession

Thema ist der im Ersten Buch Mose geschilderte Turmbau zu Babel:

„Und sie sprachen: Auf, wir wollen uns eine Stadt und einen Turm bauen, und seine Spitze bis an den Himmel! So wollen wir uns einen Namen machen, damit wir uns nicht über die ganze Fläche der Erde zerstreuen! Und der HERR fuhr herab, um die Stadt und den Turm anzusehen, die die Menschenkinder bauten. Und der HERR sprach: Siehe, ein Volk sind sie, und eine Sprache haben sie alle, und dies ist erst der Anfang ihres Tuns. Jetzt wird ihnen nichts unmöglich sein, was sie zu tun ersinnen. Auf, lasst uns herabfahren und dort ihre Sprache verwirren, dass sie einer des anderen Sprache nicht mehr verstehen! Und der HERR zerstreute sie von dort über die ganze Erde; und sie hörten auf, die Stadt zu bauen. Darum gab man ihr den Namen Babel; denn dort verwirrte der HERR die Sprache der ganzen Erde, und von dort zerstreute sie der HERR über die ganze Erde.“

Bruegel setzt das biblische Geschehen in seine Zeit und Heimat – so steht sein Turmbau in einer niederländischen Polderlandschaft und die Bauleute benutzen die Techniken des 16. Jahrhunderts. An der Horizontlinie, knapp unterhalb der Bildmitte, zieht eine kirchliche Prozession unter einem roten Baldachin die Rampe hinauf. Dies bedeutet, dass auch die Kirche nicht vor Hochmut gefeit ist.
Laut Ulrike Wegener waren es bis zur Mitte des 17. Jahrhunderts neben unzähligen Grafiken mehr als 180 Gemälde zum Thema „Turmbau zu Babel“, die verzeichnet wurden und sich mehrheitlich im Raum Antwerpen konzentrierten. Als Erklärung für diese zeitliche und räumliche Begrenzung „wurden bislang vor allem politische Gründe ins Feld geführt, denn die Beliebtheit des Themas fällt mit politischen und religiösen Unruhen in den Niederlanden zusammen“.

### Provenienz
Auf dem Bild finden sich keine Hinweise auf den Auftraggeber oder den Künstler. Die Tafel  wird dennoch einheitlich Bruegel zugeordnet.